# La campanya romana
La campanya romana és un oli creat cap a 1639 pel pintor Claude Lorrain. Les seves dimensions són 101,6 × 135,9cm i està situat en el Metropolitan Museum of Art de Nova York, Estats Units d'Amèrica.
La pintura ha estat identificada amb un dels dibuixos en el Liber Veritatis. La inscripció a la part posterior d'aquest dibuix indica que la pintura va ser realitzada a Roma per a un client a París. El contrast entre la llum al fons i l'ombra lírica en el primer pla és característic dels paisatges de Claude, com és l'edifici a l'esquerra, igual que molts encara visibles a la campanya romana.
L'obra va formar part de les exhibicions An Exhibition of Paintings and Drawings by Claude Lorrain de 1938 a Nova York, Masterpieces of Art: European & American Paintings, 1500–1900 de 1940 a Nova York i 5000 Years of Art from the Collection of The Metropolitan Museum of Art de 1981 en San Diego, entre d'altres.